# Jean Marteau (personnage)
Pour les articles homonymes, voir Jean Marteau.
Jean Marteau est un personnage créé (au plus tard) en 1902 par Anatole France.
Il apparaît pour la première fois dans son recueil de nouvelles intitulé Crainquebille, Putois, Riquet et plusieurs autres récits profitables, édité en 1904 par Calmann-Lévy ; dans ce recueil, il figure dans quatre nouvelles différentes : Putois (au chapitre II), Les Juges intègres, Jean Marteau et enfin Edmée ou la charité bien placée. Ce personnage apparaît toujours en compagnie du professeur Lucien Bergeret, (qui est notamment l'un des principaux personnages de Histoire contemporaine) et de Monsieur Goubin, disciple favori (qui apparaît, dans Histoire contemporaine, dès le volume II intitulé Le Mannequin d'osier, au chapitre XIII) du professeur Bergeret ; tous trois échangent toujours des réflexions d'ordre moral ou philosophique.
La nouvelle Jean Marteau comporte deux chapitres dont le second a été  presque entièrement repris en 1902 par Anatole France dans son ouvrage Opinions sociales (voir, dans le tome II, la partie nommée La Justice civile et militaire).
Quant à la nouvelle Edmée ou la charité bien placée, elle nous apprend que Jean Marteau est un écrivain qui se propose d'écrire un conte intitulé Edmée ou la charité bien placée, et elle est entièrement reprise, mais sous un autre titre (Conte pour commencer gaiement l'année), au début de l'ouvrage Opinions sociales. 